# Chrysolina daosana
Chrysolina daosana es un coleóptero de la familia Chrysomelidae.
Fue descrita científicamente en 2007 por Lopatin.